# 公共職業能力開発施設
公共職業能力開発施設（こうきょうしょくぎょうのうりょくかいはつしせつ）とは、国、都道府県、市町村が職業訓練を行うために設置する施設である。公共職業能力開発施設として、職業能力開発校、職業能力開発大学校、職業能力開発短期大学校、職業能力開発促進センター、及び障害者職業能力開発校の5種類の施設が職業能力開発促進法第十五条の六において規定されている。公共職業能力開発施設でないものは、その名称中に上記の5施設の名称を含めることはできない（職業能力開発促進法第十七条）。
1992年（平成4年）の職業能力開発促進法改正より以前は、公共職業訓練施設（こうきょうしょくぎょうくんれんしせつ）という名称で規定されていた。

## 認定職業訓練との関係
公共職業能力開発施設の行う職業訓練のうち、普通職業訓練又は高度職業訓練のことを公共職業訓練と呼ぶ（職業能力開発促進法第二十条）。これに対して、事業主等が行う職業訓練において、都道府県知事により基準に適合するとの認定を受けたものを認定職業訓練と呼ぶ（職業能力開発促進法第二十四条）。認定職業訓練を行う事業主が設置できる4種類の施設（職業能力開発校、職業能力開発短期大学校、職業能力開発大学校、職業能力開発促進センター）は公共職業能力開発施設ではないが、職業能力開発促進法第十七条の例外として、その名称の使用が許されている。

## 指導員訓練との関係
公共職業訓練と認定職業訓練を総称して準則訓練と呼ぶ（職業能力開発促進法第二十七条。1978年（昭和53年）の職業訓練法（1985年（昭和60年）以前の職業能力開発促進法の名称）の改正前は法定職業訓練）。準則訓練において訓練を担当する者が職業訓練指導員である。職業訓練指導員を養成するための訓練、及び職業訓練指導員の資質の向上を図るための研修や再訓練を指導員訓練と言う。1958年（昭和33年）に制定された旧職業訓練法では、指導員訓練等を主に行う中央職業訓練所（1965年（昭和40年）に職業訓練大学校、1993年（平成5年）に職業能力開発大学校、1999年（平成11年）に職業能力開発総合大学校に改称）は、公共職業訓練の体系の中で規定された。1969年（昭和44年）制定の職業訓練法においては、指導員訓練は法定職業訓練の一つであり、職業訓練大学校は公共職業訓練施設の一つであると位置付けられた。しかし、指導員訓練は、本来は、一般の労働者に対する職業訓練とは性格が異なるものなので、1978年（昭和53年）の職業訓練法の改正以降は、職業訓練及び公共職業訓練施設（現在の公共職業能力開発施設）の体系とは区別され、職業訓練指導員の体系の中に位置付けられている。

## 設置者

### 国
職業能力開発促進法第十六条では、国が職業能力開発短期大学校、職業能力開発大学校、職業能力開発促進センターを設置するとしている。しかし職業能力開発促進法第九十六条では、雇用保険法第六十三条に規定する能力開発事業として行うとされており、雇用保険法第六十三条第三項では、国（政府）は公共職業能力開発施設の設置及び運営を独立行政法人高齢・障害・求職者雇用支援機構に行わせるものとしている。これを受けて、独立行政法人高齢・障害・求職者雇用支援機構法第十一条第一項第七号では、独立行政法人高齢・障害・求職者雇用支援機構の業務の一つとして、職業能力開発短期大学校、職業能力開発大学校、職業能力開発促進センターの設置及び運営が掲げられている。したがって現実には、独立行政法人高齢・障害・求職者雇用支援機構が国に代わって職業能力開発短期大学校、職業能力開発大学校、職業能力開発促進センターを設置及び運営する。
また、国は障害者職業能力開発校を13校設置しているが、そのうち、11校は都道府県に、2校は独立行政法人高齢・障害・求職者雇用支援機構に運営を委託している。

### 都道府県
都道府県は、職業能力開発校を設置する（職業能力開発促進法第十六条第一項）。厚生労働大臣の同意があれば、職業能力開発短期大学校、職業能力開発大学校、職業能力開発促進センター、障害者職業能力開発校を設置することができる（職業能力開発促進法第十六条第二項）。

### 市町村
市町村は、厚生労働大臣の同意があれば、職業能力開発校を設置することができる（職業能力開発促進法第十六条第二項）。

## 業務

### 公共職業訓練
公共職業訓練の体系には、習得させようとする技能や知識の程度に応じて、「普通職業訓練」と「高度職業訓練」の区分がある。さらに習得期間に応じて、「長期間」と「短期間」の区分がある。
以下の施設で普通職業訓練が行われる。
- 職業能力開発校（長期間、短期間）
- 職業能力開発促進センター（短期間）
- 障害者職業能力開発校

以下の施設で高度職業訓練が行われる。
- 職業能力開発短期大学校（長期間、短期間）
- 職業能力開発大学校（長期間、短期間）
- 職業能力開発促進センター（短期間）
- 障害者職業能力開発校

### 委託訓練
必要に応じて、公共職業能力開発施設以外の施設（学校教育法に基づく大学、専修学校等の学校や、認定職業訓練を行う職業訓練施設などを含む。）に職業訓練を委託することができる（委託訓練）。この場合の訓練は、公共職業能力開発施設が行う職業訓練とみなされ、公共職業訓練に含まれる。

### 総合的職業能力開発センター
事業主や労働者その他の関係者に対して、職業能力開発についての情報提供や相談業務、職業訓練指導員の派遣、施設の貸与などの援助を行う。これは、公共職業能力開発施設を総合的職業能力開発センターと位置付けた規定である。

### その他の業務
開発途上国の職業訓練担当者の養成・訓練や、その他の厚生労働省令で定める業務を行う。

## 施設名の変遷
公共職業能力開発施設は、職業訓練法及び職業能力開発促進法等により、これまでに名称等が変化している。これらを次の表にまとめる。
| 法令                                                                                | 法令                 | 都道府県・市町村立       | 都道府県・市町村立 | 都道府県立                                           | 都道府県立     | 都道府県立               | 国、都道府県立                              | 特別会計による設置（〜昭和49年度：失業保険福祉施設、昭和50年度〜：雇用保険能力開発事業） | 特別会計による設置（〜昭和49年度：失業保険福祉施設、昭和50年度〜：雇用保険能力開発事業） | 特別会計による設置（〜昭和49年度：失業保険福祉施設、昭和50年度〜：雇用保険能力開発事業） | 特別会計による設置（〜昭和49年度：失業保険福祉施設、昭和50年度〜：雇用保険能力開発事業） | 特別会計による設置（〜昭和49年度：失業保険福祉施設、昭和50年度〜：雇用保険能力開発事業） | 特別会計による設置（〜昭和49年度：失業保険福祉施設、昭和50年度〜：雇用保険能力開発事業） |
| ----------------------------------------------------------------------------------- | -------------------- | ------------------------ | ------------------ | ---------------------------------------------------- | -------------- | ------------------------ | ------------------------------------------- | ---------------------------------------------------------------------------------------- | ---------------------------------------------------------------------------------------- | ---------------------------------------------------------------------------------------- | ---------------------------------------------------------------------------------------- | ---------------------------------------------------------------------------------------- | ---------------------------------------------------------------------------------------- |
| 職業安定法制定（昭和22年）                                                          |                      | 職業補導所               |                    |                                                      |                |                          |                                             |                                                                                          |                                                                                          |                                                                                          |                                                                                          |                                                                                          |                                                                                          |
| 職業安定法改正（昭和24年）                                                          | 公共職業補導所       | 身体障害者公共職業補導所 |                    |                                                      |                |                          |                                             |                                                                                          |                                                                                          |                                                                                          |                                                                                          |                                                                                          |                                                                                          |
| 失業保険特別会計法の準用（昭和28年）／失業保険法改正（昭和30年）                    | 公共職業補導所       | 身体障害者公共職業補導所 | 国立（都道府県営） | 総合職業補導所                                       |                |                          |                                             |                                                                                          |                                                                                          |                                                                                          |                                                                                          |                                                                                          |                                                                                          |
| 労働福祉事業団法制定（昭和32年）                                                    | 公共職業補導所       | 身体障害者公共職業補導所 | 労働福祉事業団立   | 総合職業補導所                                       |                |                          |                                             |                                                                                          |                                                                                          |                                                                                          |                                                                                          |                                                                                          |                                                                                          |
| 旧職業訓練法制定（昭和33年）                                                        | 一般職業訓練所       |                          | 労働福祉事業団立   |                                                      |                |                          | 身体障害者職業訓練所                        | 総合職業訓練所                                                                           |                                                                                          |                                                                                          |                                                                                          | 中央職業訓練所                                                                           |                                                                                          |
| 旧職業訓練法改正（昭和36年）                                                        | 一般職業訓練所       | 雇用促進事業団立         |                    |                                                      |                |                          | 身体障害者職業訓練所                        | 総合職業訓練所                                                                           |                                                                                          |                                                                                          |                                                                                          | 中央職業訓練所                                                                           |                                                                                          |
| 旧職業訓練法改正（昭和41年）                                                        | 一般職業訓練所       | 雇用促進事業団立         | 職業訓練大学校     |                                                      |                |                          | 身体障害者職業訓練所                        | 総合職業訓練所                                                                           |                                                                                          |                                                                                          |                                                                                          |                                                                                          |                                                                                          |
| 職業訓練法制定（昭和44年）                                                          | 公共職業訓練施設     | 雇用促進事業団立         | 職業訓練大学校     | 専修職業訓練校                                       | 高等職業訓練校 | 身体障害者職業訓練校     | 高等職業訓練校                              |                                                                                          |                                                                                          |                                                                                          |                                                                                          |                                                                                          |                                                                                          |
| 職業訓練法改正（昭和49年）                                                          | 公共職業訓練施設     | 雇用促進事業団立         | 職業訓練大学校     | 専修職業訓練校                                       | 高等職業訓練校 | 身体障害者職業訓練校     | 高等職業訓練校                              | 技能開発センタ丨                                                                         | 職業訓練短期大学校                                                                       | 技能開発センタ丨                                                                         | 職業訓練短期大学校                                                                       |                                                                                          |                                                                                          |
| 職業訓練法改正（昭和53年）                                                          | 公共職業訓練施設     | 職業訓練校               | 職業訓練校         | 国立（雇用促進事業団立）                             | ※廃止          | 身体障害者職業訓練校     | ※本改正以降、公共職業訓練施設ではなくなる。 | 技能開発センタ丨                                                                         | 職業訓練短期大学校                                                                       | 技能開発センタ丨                                                                         | 職業訓練短期大学校                                                                       |                                                                                          |                                                                                          |
| 職業能力開発促進法改正（昭和62年）                                                  | 公共職業訓練施設     | 職業訓練校               | 職業訓練校         | 国立（雇用促進事業団立）                             | ※廃止          | 障害者職業訓練校         | ※本改正以降、公共職業訓練施設ではなくなる。 | 技能開発センタ丨                                                                         | 職業訓練短期大学校                                                                       | 技能開発センタ丨                                                                         | 職業訓練短期大学校                                                                       |                                                                                          |                                                                                          |
| 職業能力開発促進法改正（平成4年）の施行（平成5年4月1日）                            | 公共職業能力開発施設 | 職業能力開発校           | 職業能力開発校     | 国立（雇用促進事業団立）                             | ※廃止          | 職業能力開発促進センタ丨 | 職業能力開発短期大学校                      | 障害者職業能力開発校                                                                     | 職業能力開発促進センタ丨                                                                 | 職業能力開発短期大学校                                                                   | 職業能力開発大学校                                                                       |                                                                                          |                                                                                          |
| 職業能力開発促進法改正（平成9年）の施行（平成11年4月1日）                           | 公共職業能力開発施設 | 職業能力開発校           | 職業能力開発校     | 国立（雇用促進事業団立）                             | ※廃止          | 職業能力開発促進センタ丨 | 職業能力開発短期大学校                      | 障害者職業能力開発校                                                                     | 職業能力開発促進センタ丨                                                                 | 職業能力開発短期大学校                                                                   | 職業能力開発大学校                                                                       | 職業能力開発大学校                                                                       | 職業能力開発総合大学校                                                                   |
| 雇用・能力開発機構法（平成11年）の施行（平成11年10月1日）                           | 公共職業能力開発施設 | 職業能力開発校           | 職業能力開発校     | 国立（雇用・能力開発機構立）                         | ※廃止          | 職業能力開発促進センタ丨 | 職業能力開発短期大学校                      | 障害者職業能力開発校                                                                     | 職業能力開発促進センタ丨                                                                 | 職業能力開発短期大学校                                                                   | 職業能力開発大学校                                                                       | 職業能力開発大学校                                                                       | 職業能力開発総合大学校                                                                   |
| 独立行政法人雇用・能力開発機構法（平成14年）の施行（平成16年3月1日）                | 公共職業能力開発施設 | 職業能力開発校           | 職業能力開発校     | 国立（独立行政法人雇用・能力開発機構立）             | ※廃止          | 職業能力開発促進センタ丨 | 職業能力開発短期大学校                      | 障害者職業能力開発校                                                                     | 職業能力開発促進センタ丨                                                                 | 職業能力開発短期大学校                                                                   | 職業能力開発大学校                                                                       | 職業能力開発大学校                                                                       | 職業能力開発総合大学校                                                                   |
| 独立行政法人雇用・能力開発機構法を廃止する法律（平成23年）の施行（平成23年10月1日） | 公共職業能力開発施設 | 職業能力開発校           | 職業能力開発校     | 国立（独立行政法人高齢・障害・求職者雇用支援機構立） | ※廃止          | 職業能力開発促進センタ丨 | 職業能力開発短期大学校                      | 障害者職業能力開発校                                                                     | 職業能力開発促進センタ丨                                                                 | 職業能力開発短期大学校                                                                   | 職業能力開発大学校                                                                       | 職業能力開発大学校                                                                       | 職業能力開発総合大学校                                                                   |
| 施設数                                                                              | 施設数               | 160                      | 160                | 0                                                    | 13             | 0                        | 19                                          |                                                                                          | 0                                                                                        | 61                                                                                       | 1                                                                                        | 10                                                                                       | 0                                                                                        |